# Минаева, Елена Евгеньевна
Елена Евгеньевна Минаева (род. 17 февраля 1972, Москва, СССР) — российская баскетболистка, выступавшая в амплуа центрового. Серебряный медалист чемпионата мира, трёхкратный чемпион России, мастер спорта международного класса.

## Биография
Воспитанница московской баскетбольной школы «Тринта». В 1989 году получила приглашение в кадетскую сборную СССР на чемпионат Европы в Румынию, где стала обладателем бронзовой медали. В следующем году в составе уже юниорской сборной Советского Союза выиграла европейское первенство в Испании.
После окончания спортивной школы тренер Татьяна Овечкина пригласила баскетболистку в московское «Динамо». Все успехи команды в конце 1990-х — начале 2000-х неотрывно связаны с Минаевой: трёхкратный чемпион России, обладатель 3-х бронзовых медалей российского первенства. Ей принадлежит клубный рекорд по количеству подборов в одном матче (23), установленный в сезоне 1997/98 в матче против «Динамо-Энергия».
Сезон 1997/98 стал самым успешным в карьере Минаевой: первое «золото» в чемпионате России, в предварительном турнире Минаева в 30 матчах набрала больше всех очков (16,4 в среднем) в команде, в финальной серии против «Уралмаша» у неё второй показатель (13,6 очков). В рамках отборочного турнира к чемпионату Европы — 1999, проходившего в Израиле, 13 мая 1998 года Минаева дебютировала в сборной России в матче против Югославии. Через две недели она стала участником чемпионата мира в Германии, где приняла участие в двух играх. Больше Минаева в сборной не играла.
В последний свой сезон в баскетболе 2001/2002 выиграла бронзовые медали, участвовала в полуфинале Кубка Ронкетти, где последний матч с французским «Тарбом» стал бенефисом баскетболистки (21 очко, 10 подборов).
Позже — судья Московской коллегии баскетбольных арбитров, тренер детей в специализированной детской-юношеской школе олимпийского резерва № 49 «Тринта» имени Ю. Я. Равинского.

## Достижения
- Серебряный призёр чемпионата мира: 1998.
- Чемпион Европы среди юниоров: 1990
- Бронзовый призёр чемпионата Европы среди кадетов: 1989
- Чемпион России: 1998, 1999, 2001
- Бронзовый призёр чемпионата России: 1995, 1997, 2002
- Полуфиналист Кубка Ронкетти: 2002